# Pingasa abyssinaria
Pingasa abyssinaria là một loài bướm đêm trong họ Geometridae.